# Zasłonak jaskrawy

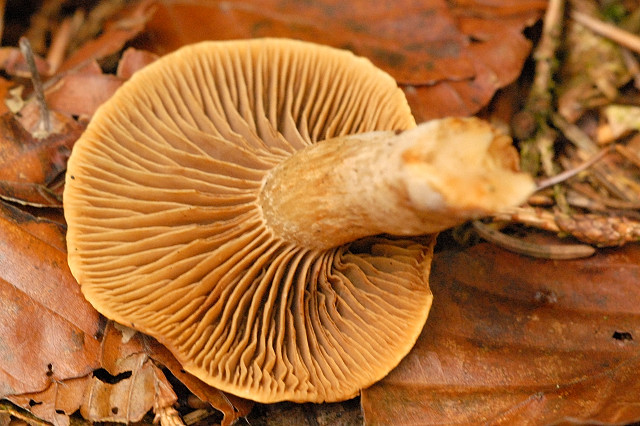

Zasłonak jaskrawy (Cortinarius balaustinus  Fr.) – gatunek grzybów należący do rodziny zasłonakowatych (Cortinariaceae).

## Systematyka i nazewnictwo
Pozycja w klasyfikacji według Index Fungorum: Cortinarius, Cortinariaceae, Agaricales, Agaricomycetidae, Agaricomycetes, Agaricomycotina, Basidiomycota, Fungi.
Po raz pierwszy opisał go Elias Fries w 1838 r. Synonimy:
- Gomphos balaustinus (Fr.) Kuntze 1891
- Hydrocybe balaustina (Fr.) A. Blytt 1905

Polską nazwę nadał mu Andrzej Nespiak w 1981 r.

## Morfologia
Kapelusz
Średnica 3–8 cm. Początkowo kulisty, potem wypukły. Powierzchnia jedwabista, włókienkowata, o barwie od żółtobrązowej do pomarańczowobrązowej, na środku bardziej czerwona. Często kapelusz bywa popękany.
Blaszki
Umiarkowanie gęste, o barwie od żółtobrązowej do jaskrawo czerwonobrązowej, ostrza jaśniejsze, czasami nieregularnie ząbkowane.
Trzon
Wysokość 5–11 cm, grubość do 1,2 cm walcowaty, często pogrubiony u podstawy, sztywny. Powierzchnia u młodych owocników pokryta białymi resztkami osłony, u starszych plamista lub żółtobrązowo nakrapiana, z czasem pomarszczona.
Miąższ:
Brązowoochrowy, zapach ziemisto-rzodkiewkowy, smak łagodny.
Cechy mikroskopowe
Zarodniki o rozmiarach 5,5–7 × 4,5–5,5 μm mniej więcej kuliste, nieco brodawkowate.

## Występowanie i siedlisko
Występuje głównie w Europie i jest tutaj szeroko rozprzestrzeniony od Hiszpanii przez Islandię po północne krańce Półwyspu Skandynawskiego. Brak informacji o jego występowaniu w Europie Wschodniej i Południowo-wschodniej. Ponadto podano jego występowanie w dwóch miejscach w Kanadzie. W piśmiennictwie naukowym do 2003 r. podano 5 stanowisk na terenie Polski. Nowsze stanowiska podaje internetowy atlas grzybów. Znajduje się na Czerwonej liście roślin i grzybów Polski. Ma status E – gatunek wymierający. Znajduje się na listach gatunków zagrożonych także w Niemczech.
Naziemny grzyb mykoryzowy. Rośnie na ziemi w lasach liściastych. Owocniki wytwarza od lipca do listopada.
Grzyb niejadalny.